# NATO Response Force
Siły Odpowiedzi NATO (ang. NATO Response Force, NRF) – siły szybkiego reagowania NATO.
Pozostające w stałej gotowości, zaawansowane technologicznie wydzielone oddziały sił zbrojnych NATO, których zadaniem jest szybka reakcja w przypadku zagrożenia bezpieczeństwa państw członkowskich Organizacji Traktatu Północnoatlantyckiego, zwłaszcza zaś podejmowania działań w ramach operacji reagowania kryzysowego.
Projekt powołania takiej formacji wojsk operacyjnych przedstawiono na szczycie NATO w Pradze w 2002 roku. Celem jej utworzenia było zwiększenie zdolności NATO do szybkiego i wspólnego reagowania na pojawiające się zagrożenia bezpieczeństwa, wprowadzenie interoperacyjności transatlantyckiej oraz przyspieszenie modernizacji i transformacji sił zbrojnych członków Organizacji.

## Struktura
Składają się z wojsk lądowych, wojsk lotniczych, sił morskich i sił specjalnych, gotowych do przeprowadzenia różnorodnych operacji wojskowych na całym świecie np. ewakuacji, a także operacji reagowania kryzysowego. W razie konfliktu zbrojnego na większą skalę (wojna) będą siłami poprzedzającymi rzut sił głównych.
Zgodnie z przyjętymi w NATO kategoriami zaszeregowania obowiązującymi w chwili ich powstania mogły to być:
- Siły na miejscu – przeznaczone do obrony kolektywnej na obszarze lub w bezpośrednim sąsiedztwie obszaru państwa Sojuszu, z którego są wydzielane. Zazwyczaj nie są one w pełni rozwinięte, lecz są utrzymane na odpowiednim poziomie gotowości. Mogą one brać udział w operacjach spoza artykułu V w bezpośrednim sąsiedztwie ich rozmieszczenia;
- Siły zdolne do przerzutu – mają możliwość szybkiego rozwinięcia i osiągnięcia zdolności do działań na całym terytorium Sojuszu, a także poza nim. Składają się przede wszystkim z sił wielonarodowych. Mogą również wzmacniać lub luzować siły na miejscu w toku prowadzonej operacji. W zależności od stopnia poziomu gotowości mogą to być:
  - Siły wysokiej gotowości (HRF) – kontyngent posiadający w swoim składzie oddziały lądowe, siły powietrzne i morskie zdolne do szybkiego działania w operacjach zgodnie z art. V (obrona kolektywna), jak i spoza niego CRO);
  - Siły niższej gotowości (FLR) – przeznaczone do obrony kolektywnej, a także do rotacji sił prowadzących Operacje Reagowania Kryzysowego. Posiadają również zdolność do osiągnięcia wyższej gotowości w razie nieprzewidzianego konfliktu na dużą skalę.
  - Siły o wydłużonym terminie gotowości (LTBF) – przeznaczone są do wzmocnienia innych sił, w przypadku konfliktu na dużą skalę. Wykorzystane mogą być do tworzenie większych sił do odpowiedzi w razie zagrożenia bezpieczeństwa.

Liczyć one mogą do 25 000 żołnierzy, będą wprowadzone do akcji w ciągu pięciu dni od chwili powiadomienia, gotowe do samodzielnego utrzymywania się w ciągu maksimum 30 dni. NATO Response Force oparta jest na okresowych sześciomiesięcznych zmianach. Co 6 miesięcy członkowie Organizacji Traktatu Północnoatlantyckiego wydzielają do tej formacji swoje siły i środki lądowe, powietrzne, morskie i sił specjalnych. Jednostki wojskowe państw NATO spełniające wysokie standardy, przed zmianą ustępującej grupy żołnierzy przez 6 miesięcy przechodzą kompleksowe ćwiczenia. Formuła 6 miesięcy ćwiczeń przygotowawczych na zmianę z 6 miesięcy służby w ramach NRF.
NATO Response Force jest formacją kombinowaną jednostek wydzielonych z różnych części sił zbrojnych. Komponent lądowy w sile brygady ma zdolności do przeprowadzenia operacji typu wymuszonego wejścia (forced-entry). Zadaniowa grupa sił morskich to komponent w sile grupy uderzeniowej z lotniskowcem (LGU), powierzchniowej i amfibijnej grupy zadaniowej. Siły powietrzne zdolne są do przeprowadzenia 200 lotów dziennie. Osobny człon NATO Response Force tworzą siły specjalne, które w razie potrzeby mogą być użyte w operacjach.
24 czerwca 2015 w Brukseli ministrowie obrony państw NATO postanowili zwiększyć liczebność Sił Odpowiedzi Sojuszu do 40 tysięcy żołnierzy (to znacząco więcej w porównaniu z poprzednim poziomem 13 tysięcy) oraz rozszerzyć je o komponenty: lotniczy, morski i sił specjalnych. Ministrowie uzgodnili też szczegóły dotyczące utworzenia sześciu jednostek sztabowych, które powstaną w Bułgarii, Estonii, na Litwie, Łotwie, w Rumunii i Polsce.
Na szczycie ministrów obrony państw NATO – zwołanym po inwazji Rosji na Ukrainę – w Madrycie 29 czerwca 2022 podjęta została decyzja o dalszym zwiększeniu liczebności sił szybkiego reagowania: do 300 tysięcy żołnierzy.

## Szpica NATO
We wrześniu 2014 r. na szczycie Sojuszu w Newport zdecydowano o reformie Sił Odpowiedzi NATO, w tym utworzeniu tzw. szpicy (ang. Very High Readiness Joint Task Force, VJTF), czyli sił zdolnych do szybkiego reagowania, których niektóre elementy będą w razie kryzysu gotowe do działania w ciągu dwóch-trzech dni. Była to odpowiedź Paktu Północnoatlantyckiego na zagrożenia ze strony ekstremistów z Państwa Islamskiego, ale przede wszystkim na rosyjską agresję na Ukrainie. Polityka Putina sprawiła również, że kraje NATO zdecydowały się utrzymywać wzmocnioną obecność wojskową na wschodnich rubieżach Sojuszu.
W dniu 5 lutego 2015 na spotkaniu ministrów obrony państw NATO uzgodniono, że nowo powołane siły zadaniowe bardzo wysokiej gotowości, czyli tzw. szpica, będą liczyć około pięciu tysięcy żołnierzy i będą wspierane przez siły morskie, lotnictwo i siły specjalne. Czołowy element tej brygady lądowej będzie gotowy do przemieszczenia w ciągu 48 godzin, a reszta w ciągu tygodnia. W razie poważniejszych zagrożeń siły te będą mogły zostać wzmocnione przez kolejne dwie brygady.
Sojusz Północnoatlantycki podjął decyzję o ustanowieniu na 2015 rok tymczasowych sił natychmiastowego reagowania (VJTF) w oczekiwaniu na sformowanie docelowej jednostki, która miała osiągnąć wstępną gotowość bojową w 2016 roku i pełną w 2017 roku.
W dniach 9–12 czerwca 2015 odbył się w Polsce pierwszy poligonowy sprawdzian „szpicy”, realizowany przez dowództwo 1 Niemiecko-Holenderskiego Korpusu. Ćwiczenia pod kryptonimem „Noble Jump” były sprawdzianem dla Połączonych Sił Zadaniowych Bardzo Wysokiej Gotowości (VJTF), jak również sprawdzeniu (po raz pierwszy) podlegały jednostki zabezpieczające przyjęcie sił NATO (ang. NATO Force Integration Units, NFIU). NFIU są to utworzone w 2015 roku zespoły łącznikowe, koordynujące ćwiczenia i zajmujące się wspólnym planowaniem, a w razie konieczności mające ułatwić przyjęcie „szpicy” Sojuszu na terytorium danego państwa. W ćwiczeniach „Noble Jump” (Szlachetny skok) na poligonie Żagań-Świętoszów wzięło udział ok. 2,1 tys. żołnierzy z dziewięciu państw.

## Użycie
Decyzję o użyciu sił podejmuje Rada Północnoatlantycka.
- W ramach zasady wspólnej obrony członków NATO (artykuł 5 Traktatu Północnoatlantyckiego), mogą być użyte do odparcia zagrożeń dla jednego lub większej liczby członków Organizacji
- Możliwe jest także ich użycie w sytuacji, gdy nie ma zastosowania artykuł 5 (ewakuacja, wsparcie dla ofiar klęsk żywiołowych, kryzys humanitarny lub operacja antyterrorystyczna).
- Mogą być użyte jako siły inicjujące, ułatwiające wprowadzenie sił głównych.
- Mogą być użyte do demonstracji zbrojnej członków NATO, potwierdzającej ich determinację i solidarność w rozwiązaniu sytuacji kryzysowej.

Operacyjnie podlegają pod Joint Forces Command Brunssum, Allied Joint Force Command Naples i Joint Headquarters Lisbon.
Oddziały NRF ochraniały Letnie Igrzyska Olimpijskie 2004 w Atenach, zabezpieczały wybory prezydenckie w Afganistanie w 2004 roku, w 2005 uczestniczyły w operacji humanitarnej po przejściu huraganu Katrina, a w latach 2005–2006 dostarczały pomoc humanitarną po trzęsieniu ziemi w Pakistanie.
W czerwcu 2006 NRF przeprowadziła udane wspólne ćwiczenia „Steadfast Jaguar 06" na Wyspach Zielonego Przylądka. W kolejnych latach przeprowadzono 17 manewrów, przeprowadzonych w 14 krajach. Największe z nich, ćwiczenia „Steadfast Jazz”, przeprowadzone w dniach 2–9 listopada 2013, miały miejsce również w Polsce. Uczestniczyło w nich sześć tysięcy żołnierzy ze wszystkich 28 państw NATO i trzech krajów partnerskich.